# 이신형 (축구 선수)
이신형(2001년 3월 2일 ~ )은 노베르단의 SV 발트호프 만하임 II의 공격수 로 활약하는 독일의 축구 선수이다.

## 구단 경력
본래 한국에서 차범근 축구상 수상과, 대한민국 U-17 축구 국가대표팀까지 발탁 되어 만 17세 이전까지 대한민국 국적이였던 것은 확실하나, 월드풋볼이나 트랜스퍼마크트 등의 여러 축구 사이트에서 그의 프로필 소개란의 국적을 대한민국이 아닌 독일, 또는 한국과의 이중국적으로 표시한 것을 보아, 이후 독일로 귀화를 한 것으로 추정된다.